# Mondo mio!
Das Mondo Mio (Eigenschreibweise mondo mio!) ist ein Kindermuseum in der Florianhalle des Dortmunder Westfalenparks mit einer Ausstellungsfläche von etwa 1000 qm.

## Geschichte
Im Kern geht Mondo Mio zurück auf die EXPO-2000-Ausstellung „Basic needs“ des indischen Künstlers Rajeev Sethi. Sethi hatte auf seinen Reisen weltweit landestypische Artefakte und Dioramen zum Thema „Grundbedürfnisse“ gesammelt. Das Land Nordrhein-Westfalen kaufte Teile der EXPO-Ausstellung und übereignete sie der Stadt Dortmund, die gemeinsam mit dem Verein „Aktions- und Spielpädagogik Dortmund e. V.“ ein Präsentationskonzept entwickelte. Das Museum wurde am 26. Mai 2007 eröffnet.

## Ausstellung
Es gibt ca. 30 interaktive Stationen zu den Themen kulturelle Identität und Kommunikation, zu Licht und Klang, Konsum und Müll, Leben und Tod, Landschaftsgestaltung, Naturelemente, Energienutzung, Konsumverhalten und den Umgang mit Ressourcen.
Die UNICEF ist Veranstalterin vieler Ausstellungen, unter anderem Wasser ist Leben (2015) und UNICEF macht Schule (2019).